# Кацураґі (авіаносець)
Кацураґі (яп. 葛城) — важкий японський авіаносець типу «Унрю» часів Другої світової війни, третій і останній в серії, що був уведений в експлуатацію.

## Особливості конструкції
На відміну від більшості кораблів серії, де встановлювалась силова установка, аналогічна тій, що встановлювалась на крейсерах, на «Кацураґі» (як і на «Асо») була встановлена силова установка, аналогічна тій, що встановлювались на есмінцях — меншої потужності, і, відповідно, швидкості.

## Бойове використання
Через брак палива та кваліфікованих пілотів авіаносець не мав власної авіагрупи, і використовувався як авіатранспорт, що курсував між японськими портами, поки брак палива не змусив його практично постійно базуватись у Куре. Його екіпаж був скорочений.

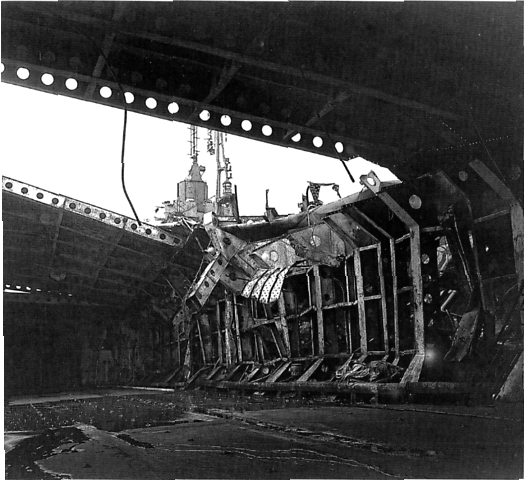
Ангари «Кацураґі» після американського бомбардування

Протягом 1945 року авіаносець пережив декілька бомбардувань. Під час нальотів американської палубної авіації 19 березня та 24 червня корабель зазнав незначних ушкоджень. Так, під час першого нальоту, коли корабель атакували 10 літаків, в нього влучила одна 227-кг бомба, яка пробила борт; осколками були пошкоджені верхня ангарна та політна палуба. Під час нальоту 24 червня, в якому брали участь 10—12 літаків, одна 227-кг бомба влучила в зенітну гармату в середній частині по лівому борту.
Натомість третій наліт 28 липня виявився найбільш руйнівним. У ході нальоту, коли корабель атакували 10—12 літаків, в нього влучили дві 454-кг бомби, які пробили політну палубу позаду носового підйомника та вибухнули на верхній ангарній палубі. Внаслідок влучань значно деформувались верхня ангарна та політна палуби, а також підйомники. Частину політної палуби вибухом віднесло до правого борту, де вона пошкодила димові труби. Проте, попри влучання бомб, не було жодних пошкоджень підводної частини та крену, також не було пожеж.
Після війни з «Кацураґі» зняли все озброєння, його переобладнали на транспортний корабель та використовували для репатріації японських громадян з Китаю до 1946 року, коли був утилізований.